# Волтер Кеннеді
Волтер Кеннеді (англ. James Walter Kennedy; 7 червня 1912 — 26 червня 1977) — американський бізнесмен і політик, найбільш відомий як комісар Національної баскетбольної асоціації (НБА) з 1963 по 1975 рік. Нагорода Дж. Волтера Кеннеді названа на честь Кеннеді і щорічно присуджується гравцеві НБА, який відзначився своєю соціальною активністю. 27 квітня 1981 року Кеннеді посмертно ввели в Зал слави баскетболу імені Нейсміта як «промоутера».